# Hédi Fried
Pour les articles homonymes, voir Fried.
Hédi Fried, née Hédi Szmuk le 15 juin 1924 à Sighetu Marmației (Roumanie) et morte le 20 novembre 2022 dans le comté de Stockholm (Suède), est une écrivaine, illustratrice et psychologue hongro-suédoise ayant survécu à la Shoah.

## Biographie
Née en Transylvanie, Hédi Fried grandit dans une famille juive. À six ans, elle fait pour la première fois face à l'antisémitisme. En 1944, à vingt ans, elle est parquée dans le ghetto de sa ville natale avec ses parents et sa sœur. Un mois plus tard, toute la famille est déportée vers Auschwitz où seules les deux filles passent le portail. Leurs parents sont directement envoyés à la chambre à gaz. Lors de son internement à Auschwitz, elle se lie d'amitié avec des Roms.
Fin 1944, Hédi Fried est envoyée dans un camp de travail près de Hambourg, où elle déblaye la neige devant la gare avec d'autres prisonnières juives. Début 1945, elle est transférée à Bergen-Belsen en avril 1945. Atteinte du typhus, elle est sauvée par la Croix-Rouge suédoise et ses bus blancs. Envoyée se reposer en Suède, elle restera y vivre.
Elle fait des études de psychologie à l'université de Stockholm d'où elle obtient sa maîtrise en 1957. Elle avait déjà obtenu un diplôme de professeur de l'université Babeș-Bolyai en 1942.
Mariée à un autre survivant, elle anime un centre pour rescapés à Stockholm.
Très impliquée dans le mouvement antifasciste suédois, elle avoue en 2018 être inquiète par la montée des Démocrates de Suède, le parti d'extrême droite du pays. Signant des chroniques dans plusieurs journaux suédois, elle regrette que ces militants soient vus comme des « cinglés » et non comme les « dangers », ce qu'elle considère qu'ils sont. Elle rencontre également régulièrement les personnalités politiques suédoises, dont Ulf Kristersson, pour discuter avec elles du problème du néonazisme dans le pays et n'hésite pas à les critiquer ouvertement lorsque ceux-ci acceptent de discuter avec les Démocrates de Suède.
En 2019, elle écrit un livre pour enfants à partir de 6 ans se déroulant durant la Shoah, intitulé Historien om Bodri, illustré par Stina Wirsén. Deux ans auparavant, elle avait publié un essai Frågor jag fått om Förintelsen (« Questions reçues sur la Shoah ») chez Flammarion en 2019 sous le titre Questions d'enfants sur la Shoah.
Elle meurt le 20 novembre 2022 dans le comté de Stockholm, à l'âge de 98 ans.

## Distinctions
- 2019 : Médaille Seraphim (en)[10]
- 2017 :
  - Officier de l'ordre du Mérite de la République fédérale d'Allemagne[11]
  - Prix Olof-Palme[12]
- 2016 : Chevalier de l'ordre de l'Étoile de Roumanie[13]
- 2002 : Doctorat honoris causa de l'université de Stockholm en sciences sociales[4]
- 1999 : Prix pour la paix Eldh-Ekblad de la Swedish Peace and Arbitration Society (en)[14]
- 1998 : Illis quorum[4]

## Ouvrages
- (sv) Skärvor av ett liv. Vägen till och från Auschwitz, Natur & Kultur, 1992 (ISBN 91-27-02963-8)
- (sv) Livet tillbaka, Natur & Kultur, 1995 (ISBN 91-27-05353-9)
- (sv) Ett tredje liv: från jordbävning i själen till meningsfull tillvaro, Natur & Kultur, 2002 (ISBN 91-27-09280-1)
- (sv) Livets pendel. Fragment, erfarenheter, insikter, Lärarhandledning Natur & Kultur, 2003 (ISBN 91-27-09398-0)
- (sv) Frågor jag fått om Förintelsen, Natur & Kultur, 2017 (ISBN 978-91-27-15085-0)

- (sv) Historien om Bodri, Natur & Kultur, 2019 (ISBN 978-91-27-16125-2)